# 상비센트 (마데이라 제도)

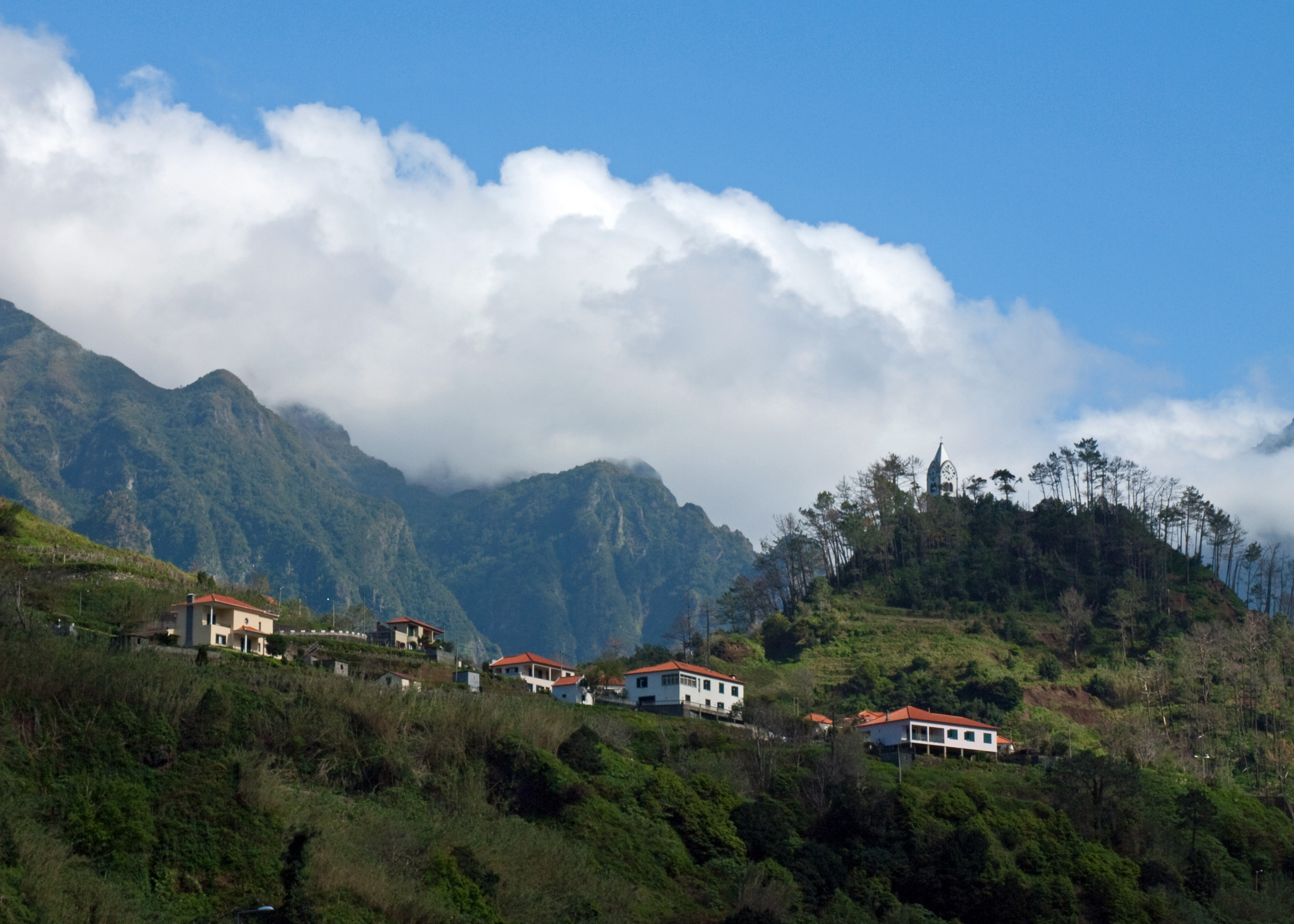
상비센트

상비센트(포르투갈어: São Vicente)는 포르투갈 마데이라 제도의 섬 중 하나인 마데이라섬 북서부에 위치한 도시이다. 면적은 78.82km2, 인구는 2011년 기준으로 5,723명이다. 동쪽으로는 산타나, 마시쿠, 서쪽으로는 포르투모니스와 접한다.